# Blarinella
Blarinella is een geslacht van zoogdieren uit de  familie van de spitsmuizen (Soricidae). De wetenschappelijke naam van het geslacht werd in 1911 gepubliceerd door Oldfield Thomas.

## Soorten
Er worden 2 soorten in dit geslacht geplaatst:
- Blarinella quadraticauda (A. Milne-Edwards, 1871) – Aziatische kortstaartspitsmuis
- Blarinella wardi O. Thomas, 1915